# Acontius machadoi
Acontius machadoi is een spinnensoort uit de familie Cyrtaucheniidae. De soort komt voor in Congo.